# Willem Jodocus Mattheus Engelberts

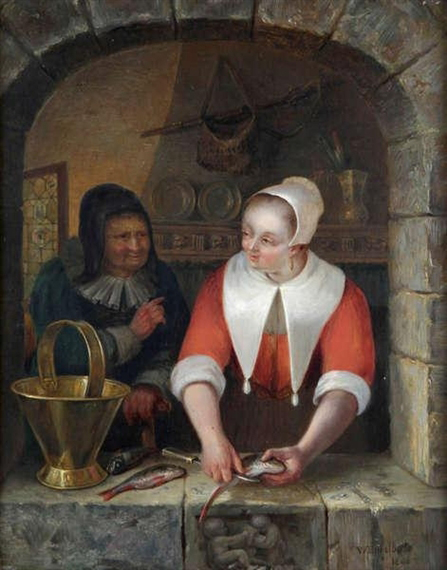
Junge Dienerin beim Säubern eines Fisches

Willem Jodocus Mattheus Engelberts (* 21. Januar 1809 in Amsterdam; † 9. Mai 1887 in Aalst) war ein niederländischer Genremaler, Radierer und Kunsthändler.
Geboren als Enkel des Amateurkünstlers und Pastoren Engelbertus Matthias Engelberts (1731–1807) sowie als Sohn des Landschaftsmalers und Kunsthändlers Engelbert Michael Engelberts (1773–1843), studierte er ab 1825 in Amsterdam an der Koninklijke Academie van Beeldende Kunsten und von 1826 bis 1830 an der Koninklijke Academie voor Schone Kunsten van Antwerpen bei Ferdinand de Braekeleer.
Nach dem Studium führte er den Kunsthandel seines Vaters weiter, beschäftigte sich auch mit der Genremalerei und Radierungen, oft nach den Werken anderer Künstler. 1850 wurde er zum Direktor des Rijksmuseum Amsterdam ernannt. Er nahm an Ausstellungen in Amsterdam und Den Haag von 1828 bis 1871 teil.